# Tommy Shannon
Tommy Shannon, född 25 oktober 1946, är en amerikansk basist. Han var basist i Johnny Winters band. Han spelade även med i Stevie Ray Vaughans band.